# ACM Transactions on Algorithms
ACM Transactions on Algorithms (abrégé en TALG) est une revue scientifique trimestrielle qui couvre le domaine de l'algorithmique. Les articles proposés sont évalués par les pairs.

## Description
La revue a été créée en 2005 et est publiée par l’Association for Computing Machinery. Le rédacteur en chef est Aravind Srinivasan, de l’université du Maryland. Le journal a été créé lorsque le comité de rédaction du Journal of Algorithms a démissionné pour protester contre la politique des prix de l’éditeur Elsevier. 
Les thèmes couverts par la revue sont notamment :
- combinatoire et dénombrement ;
- optimisation discrète et approximation ;
- randomisation et calcul quantique ;
- calcul parallèle et distribué ;
- algorithmes de graphes, géométrie, arithmétique, théorie des nombres, chaînes de caractères
- analyse en ligne ;
- cryptographie et codage ;
- compression de données ;
- algorithmes d'apprentissage ;
- méthodes d'analyse d'algorithmes ;
- algorithmes discrets en biologie, économie, théorie des jeux, systèmes et architecture d'ordinateurs ;
- conception matérielle ;
- calcul scientifique[2].

En plus de soumissions régulières, la revue publie périodiquement des articles sélectionnés du ACM-SIAM Symposium on Discrete Algorithms (SODA).

## Résumés et indexation
La revue est indexée et les résumés sont publiés dans de nombreuses bases documentaires, notamment zbMATH, Science Citation Index, Current Contents/Engineering, Computing & Technology, et Scopus et dans DBLP. D'après le Journal Citation Reports, le facteur d'impact du journal en 2013 est 0,400. D'après Biobox , il est 0,778 en 2015 et 1,456 en 2016.

## Éditeurs
Les rédacteurs en chef de la revue, depuis sa création, ont été Harold Gabow (2005-2008), Susanne Albers (2008-2014), Aravind Srinivasan (depuis 2014).

## Articles liés
- Algorithmica
- Liste de revues d'informatique
- Elsevier